# Trout Lake (Waszyngton)
Trout Lake – jednostka osadnicza w Stanach Zjednoczonych, w stanie Waszyngton, w hrabstwie Klickitat.